# 北緯62度線
北緯62度線（ほくい62どせん）は、地球の赤道面より北に地理緯度にして62度の角度を成す緯線。大西洋、ヨーロッパ、アジア、北アメリカを通過する。
この緯度の下では、夏至点時の可照時間は19時間45分で、冬至点時は5時間9分である。

## 通過する地域一覧
北緯62度線は、本初子午線から東に向かって以下の場所を通っている。
| 地理座標                                               | 国土・領土・領海 | 備考                                                                    |
| ------------------------------------------------------ | ---------------- | ----------------------------------------------------------------------- |
| 北緯62度0分 東経0度0分 / 北緯62.000度 東経0.000度      | 大西洋           | ノルウェー海                                                            |
| 北緯62度0分 東経4度59分 / 北緯62.000度 東経4.983度     | ノルウェー       | Vågsøy島、Barmøya島、本土                                               |
| 北緯62度0分 東経12度13分 / 北緯62.000度 東経12.217度   | スウェーデン     |                                                                         |
| 北緯62度0分 東経17度27分 / 北緯62.000度 東経17.450度   | バルト海         | ボスニア湾                                                              |
| 北緯62度0分 東経21度17分 / 北緯62.000度 東経21.283度   | フィンランド     |                                                                         |
| 北緯62度0分 東経30度23分 / 北緯62.000度 東経30.383度   | ロシア           | オネガ湖を通過                                                          |
| 北緯62度0分 東経163度8分 / 北緯62.000度 東経163.133度  | オホーツク海     | ペンジナ湾（英語版）                                                    |
| 北緯62度0分 東経164度6分 / 北緯62.000度 東経164.100度  | ロシア           |                                                                         |
| 北緯62度0分 東経175度11分 / 北緯62.000度 東経175.183度 | ベーリング海     |                                                                         |
| 北緯62度0分 西経165度46分 / 北緯62.000度 西経165.767度 | アメリカ合衆国   | アラスカ州                                                              |
| 北緯62度0分 西経141度0分 / 北緯62.000度 西経141.000度  | カナダ           | ユーコン準州 ノースウエスト準州 - グレートスレーブ湖を通過 ヌナブト準州 |
| 北緯62度0分 西経93度8分 / 北緯62.000度 西経93.133度    | ハドソン湾       | カナダ・ヌナブト準州コーツ島の南を通過                                  |
| 北緯62度0分 西経80度16分 / 北緯62.000度 西経80.267度   | カナダ           | ヌナブト準州 - マンセル島                                               |
| 北緯62度0分 西経79度24分 / 北緯62.000度 西経79.400度   | ハドソン湾       |                                                                         |
| 北緯62度0分 西経78度10分 / 北緯62.000度 西経78.167度   | カナダ           | ケベック州 - アンガヴァ半島                                             |
| 北緯62度0分 西経72度34分 / 北緯62.000度 西経72.567度   | ハドソン海峡     |                                                                         |
| 北緯62度0分 西経72度17分 / 北緯62.000度 西経72.283度   | カナダ           | ヌナブト準州 - スムーズ島                                               |
| 北緯62度0分 西経72度15分 / 北緯62.000度 西経72.250度   | ハドソン海峡     |                                                                         |
| 北緯62度0分 西経66度44分 / 北緯62.000度 西経66.733度   | カナダ           | ヌナブト準州 - バフィン島                                               |
| 北緯62度0分 西経66度6分 / 北緯62.000度 西経66.100度    | デービス海峡     | カナダ・ヌナブト準州エッジェル島（英語版）の北を通過                    |
| 北緯62度0分 西経49度43分 / 北緯62.000度 西経49.717度   | グリーンランド   |                                                                         |
| 北緯62度0分 西経42度7分 / 北緯62.000度 西経42.117度    | 大西洋           |                                                                         |
| 北緯62度0分 西経7度0分 / 北緯62.000度 西経7.000度      | フェロー諸島     | コルトゥル島、ストレイモイ島、ネルソイ島（英語版）                      |
| 北緯62度0分 西経6度38分 / 北緯62.000度 西経6.633度     | 大西洋           | ノルウェー海                                                            |